# ری دانتون
ری دانتون (انگلیسی: Ray Danton؛ ۱۹ سپتامبر ۱۹۳۱ – ۱۱ فوریهٔ ۱۹۹۲) یک کارگردان اهل ایالات متحده آمریکا بود.
از فیلم‌ها یا برنامه‌های تلویزیونی که وی در آن نقش داشته است می‌توان به فردا گریه می‌کنم و لاکی مرموز اشاره کرد.